# هاروی وایت هاوس
هاروی وایت هاوس (انگلیسی: Harvey Whitehouse؛ زادهٔ ۱۹۶۴) دانشمند در زمینه انسان‌شناسی اجتماعی، تاریخ، باستان‌شناسی، روان‌شناسی شناختی، انسان‌شناسی فرهنگی، روان‌شناسی فرهنگی، و روان‌شناسی اجتماعی اهل بریتانیا است.